# Śruba nastawna
Śruba nastawna − rodzaj śruby okrętowej, która posiada zdolność zmiany skoku poprzez obrót łopat wokół osi prostopadłej do osi obrotu pędnika. Zmiana skoku śruby powoduje zmianę siły naporu generowanej przez pędnik. Właściwość ta, w warunkach zmiennego obciążenia, pozwala na optymalne wykorzystanie mocy silnika napędowego poprzez dobór siły naporu pędnika stosownie do oporów stawianych przez środowisko. Możliwa jest również zmiana kierunku poruszania się statku bez zmieniania kierunku czy prędkości obrotowej wału śrubowego czy silnika - tylko poprzez zmianę kąta wychylenia łopat śruby. Dzięki temu statki wyposażone w śrubę nastawną nie muszą mieć kosztownej przekładni redukcyjno-nawrotowej dla biegu wstecz lub (w przypadku braku przekładni) silnika nawrotnego przystosowanego do uruchomienia go w przeciwnym niż podczas jazdy naprzód kierunku.
Dzięki zastosowaniu tego typu śruby, na niektórych statkach (okrętach), stałe obroty wału śruby umożliwiły wykorzystanie silnika głównego do produkcji energii elektrycznej. Rozwiązanie to nazywane jest prądnicą wałową i jest stosowane m.in. na trawlerach rybackich.
Zmiana skoku skrzydła śruby w większości przypadków realizowana jest za pomocą napędu hydraulicznego.
Śruba nastawna jest obecnie szeroko stosowana na małych i średnich jednostkach pływających.